# Noueilles
Noueilles (em occitano:  Navelhas) é uma comuna francesa na região administrativa da Occitânia, no departamento do Alto Garona. Estende-se por uma área de 5.51 km², com 397 habitantes, segundo o censo de 2018, com uma densidade de 72 hab/km².